# Nazlat 'Isa
Nazlat 'Isa, en arabe : نزلة عيسى, est un village du gouvernorat de Tulkarem en Palestine, au nord-ouest de la Cisjordanie. Il est situé à 17 kilomètres au nord de Tulkarem. Selon le recensement du Bureau central palestinien des statistiques, la localité compte une population de 2 302 habitants en 2017.